# Пем Добер
Пем Добер (англ. Pam Dawber, нар. 18 жовтня 1951) — американська акторка, найбільш відома своїми головними телевізійними ролями в ситкомах Мінді МакКоннелл у Морк і Мінді (1978—1982) та Саманти Рассел у Моя сестра Сем (1986—1988).

## Життєпис та кар'єра
Пем Добер народилася 1951 року і виросла в Детройті, штат Мічиган (США). Свою творчу кар'єру розпочала як фотомодель, перш ніж стати акторкою. Добер найбільш відома завдяки своїй великій ролі в комедійному телесеріалі « Морк і Мінді», в якому вона знімалася протягом чотирьох сезонів, з 1978 по 1982 роки . Також вона зіграла головну роль у ситкомі «Моя сестра Сем», який транслювався у 1986-88 роках і знялася у багатьох інших телефільмах. На великому екрані Добер зіграла головну жіночу роль у комедії 1992 року «Залишайтеся з нами».

## Особисте життя
З 21 березня 1987 року Добер одружена з актором Марком Гармоном, у шлюбі народилося двоє синів: Шон Томас Нармон (нар. 25 квітня 1988), також актор, і Тай Крістіан Гармон (нар. 25 червня 1992). Пара веде приватне сімейне життя і рідко з'являється на публіці з дітьми або розповідає один про одного в інтерв'ю..

## Вибрана фільмографія
- 1978 — Весілля / A Wedding
- 1980 — Дівчина, золотий годинник і все інше / The Girl, the Gold Watch & Everything
- 1978—1982 — Морк і Мінді / Mork & Mindy
- 1985 — Сутінкова зона / The Twilight Zone
- 1986—1988 — Моя сестра Сем / My Sister Sam
- 1989 — Чи знаєте ви людину-булку? / Do You Know the Muffin Man?
- 1992 — Залишайтеся з нами / Stay Tuned
- 1994 — Пов'язані обманом / Web Of Deception
- 1994 — Крик про допомогу / A Child's Cry for Help
- 1997—1998 — 101 далматинець / 101 Dalmatians: The Series
- 2000 — Незабутній квітень / I'll Remember April
- 2021 — NCIS: Полювання на вбивць / NCIS